# من دشمن تو هستم (فیلم)
من دشمن تو هستم (به هندی: Main Tera Dushman) فیلمی است محصول سال ۱۹۸۹ و به کارگردانی ویجی ردی است. در این فیلم بازیگرانی همچون سانی دئول، جکی شروف، سری دوی، جایا پرادا، راجش خانا، کیران کومار، کولبوشان کارباندا، انوپم کهیر ایفای نقش کرده‌اند.